# Amejo
Amejo (アメ女? da american e jo, ovvero "donna" in giapponese) è un termine dispregiativo giapponese che indica quelle donne, particolarmente nelle zone vicino alle basi statunitensi, che hanno relazioni erotiche e/o amorose con militari americani, in genere bianchi. Le donne dell'isola di Okinawa che invece stringono relazioni con americani di colore vengono anch'esse considerate amejo, anche se spesso ci si riferisce a loro con il termine di kokujo (黒女? "donne nere").